# Faculdade de Medicina de Montpellier

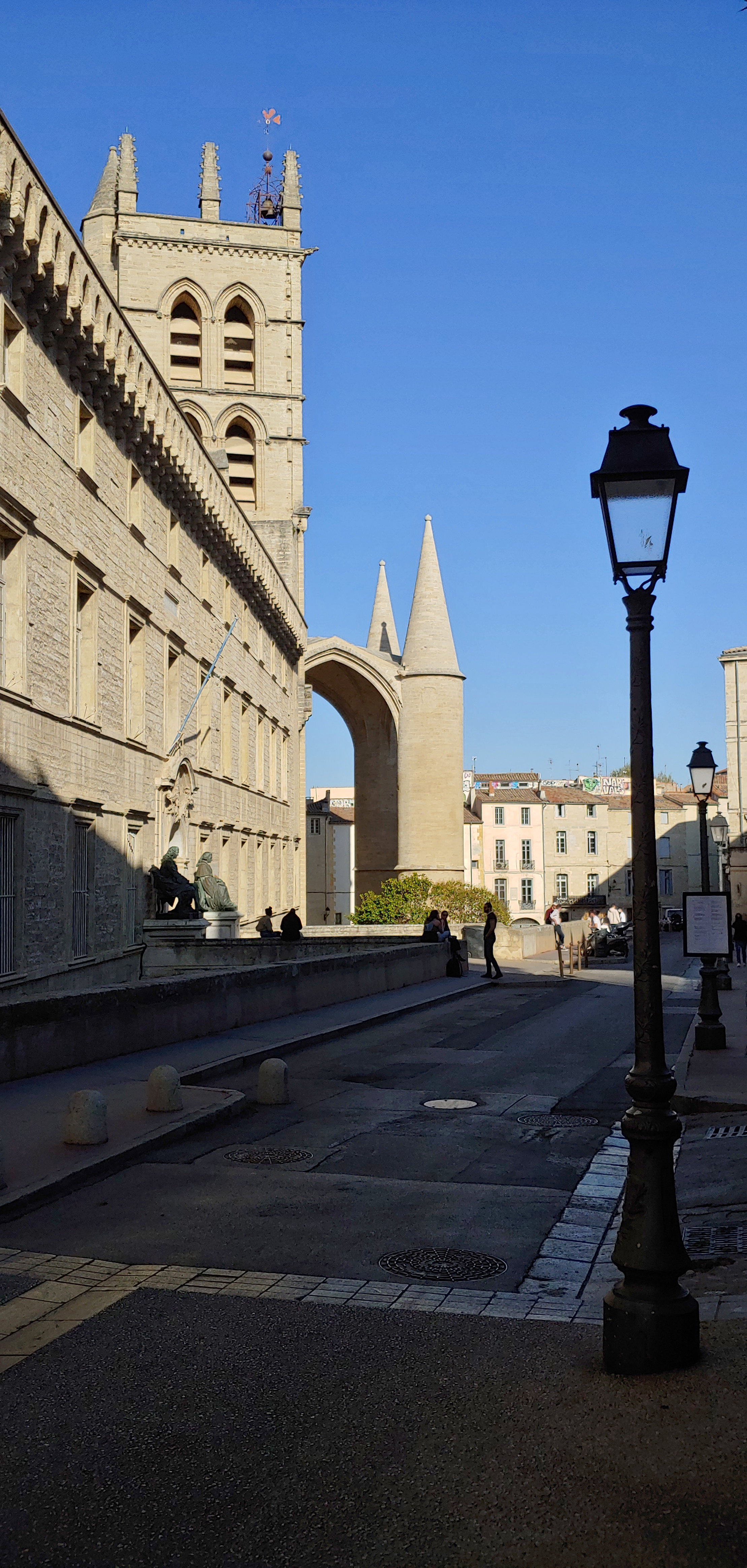
La Faculdade de Medecina de Montpellier.

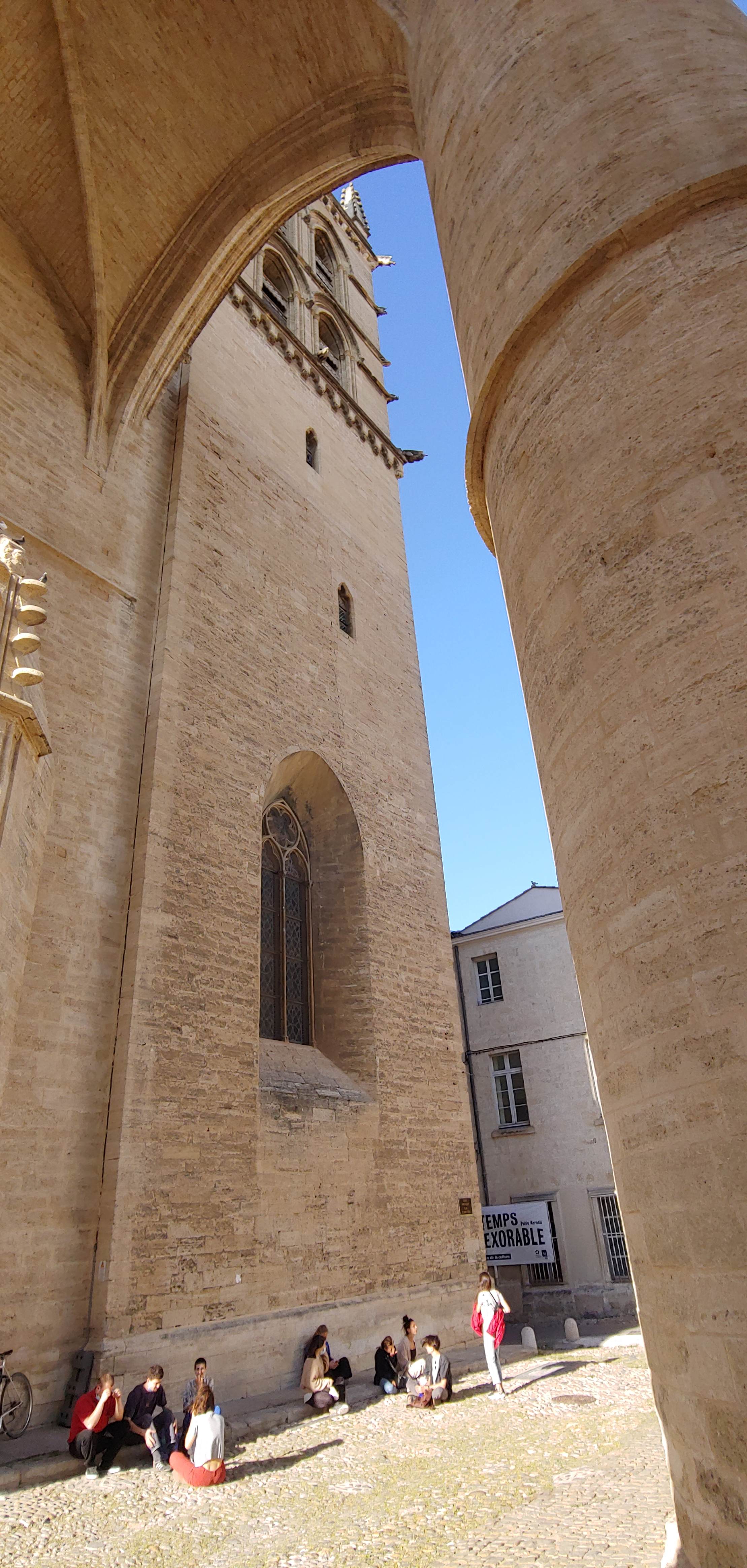
La Faculdade de Medicina de Montpellier

A Faculdade de Medicina do Montpellier está situada em Montpellier, França e existe desde o século XII, embora seu primeiro marco institucional o obteve no ano 1220. Hoje em dia pertence à Universidade de Montpellier, chamada l'Université Montpellier 1. Em seu seio estudaram personagens ilustres tais como Nostradamus, François Rabelais, Guillaume Rondelet, entre outros.
A Faculdade de Medicina de Montpellier é a mais antiga em atividade do mundo (a de Salerno deixou de existir em princípios do século XIX).

## Origens
O ensino médico em Montpellier nasceu na prática, fora de todo marco institucional, a princípios do século XII. Em 1180, o suserano de Montpellier, Guilherme VIII, promulgou uma lei autorizando o ensino da medicina e, segundo o qual, qualquer médico licenciado poderia ministrar palestras nas dependências da Faculdade, não haveria limite para o número de docentes. Com isso as palestras se multiplicaram e, em pouco Montpellier tornou-se uma grande escolha de professores.

## Idade Média
Com os estatutos promulgados (a « Universitas medicorum ») em 1220 pelo cardeal Conrado de Urach, legado do Papa Honório III, o ensino da medicina em Montpellier sai de sua pré-história, e um quadro institucional se desenvolve ao redor do ensino médico em menos de um século. Os estatutos foram confirmados e ampliados em 1240 e a escola é conferida à direção do Bispo de Maguelonne, mas a escola já tinha uma grande autonomia de fato.
Em 26 de outubro de 1289, o papa Nicolau IV ordenou, desde Roma, a constituição apostólica « Quia Sapientia », a todos os doutores e estudantes da cidade de Montpellier, criando assim oficialmente a Universidade de Montpellier.

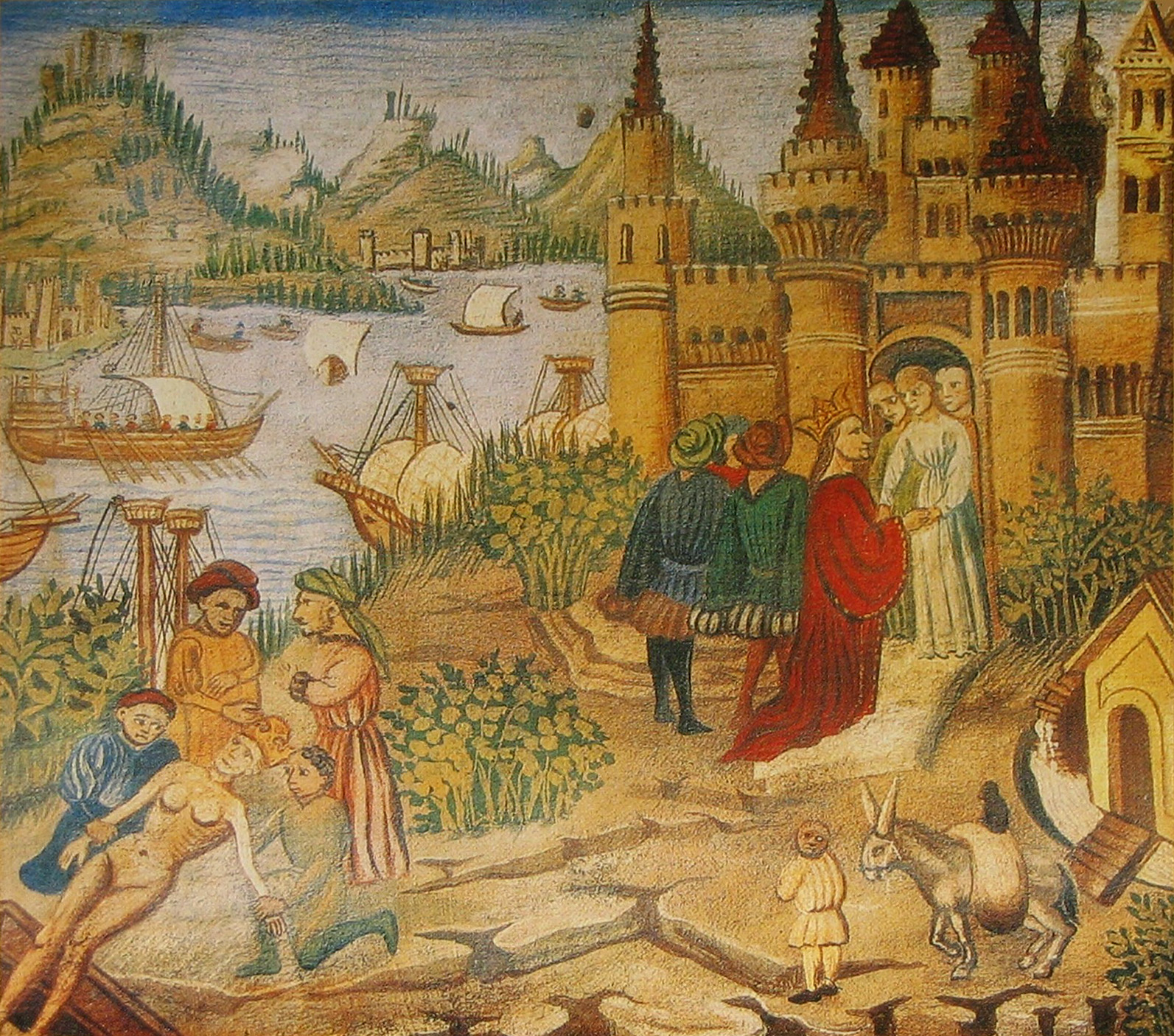
Escola Médica Salertiana, miniatura do cânon de Avicena.

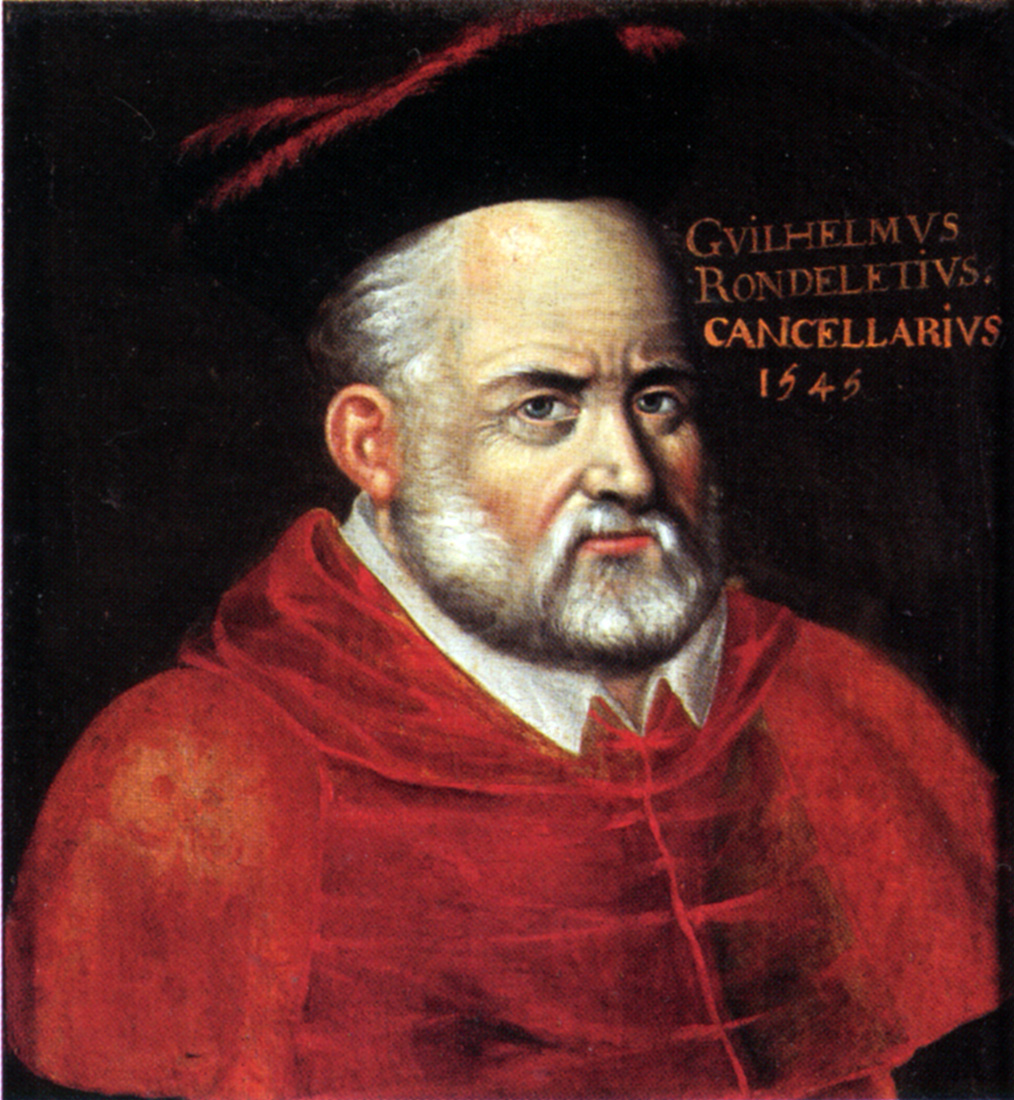
Guillaume Rondelet em 1545

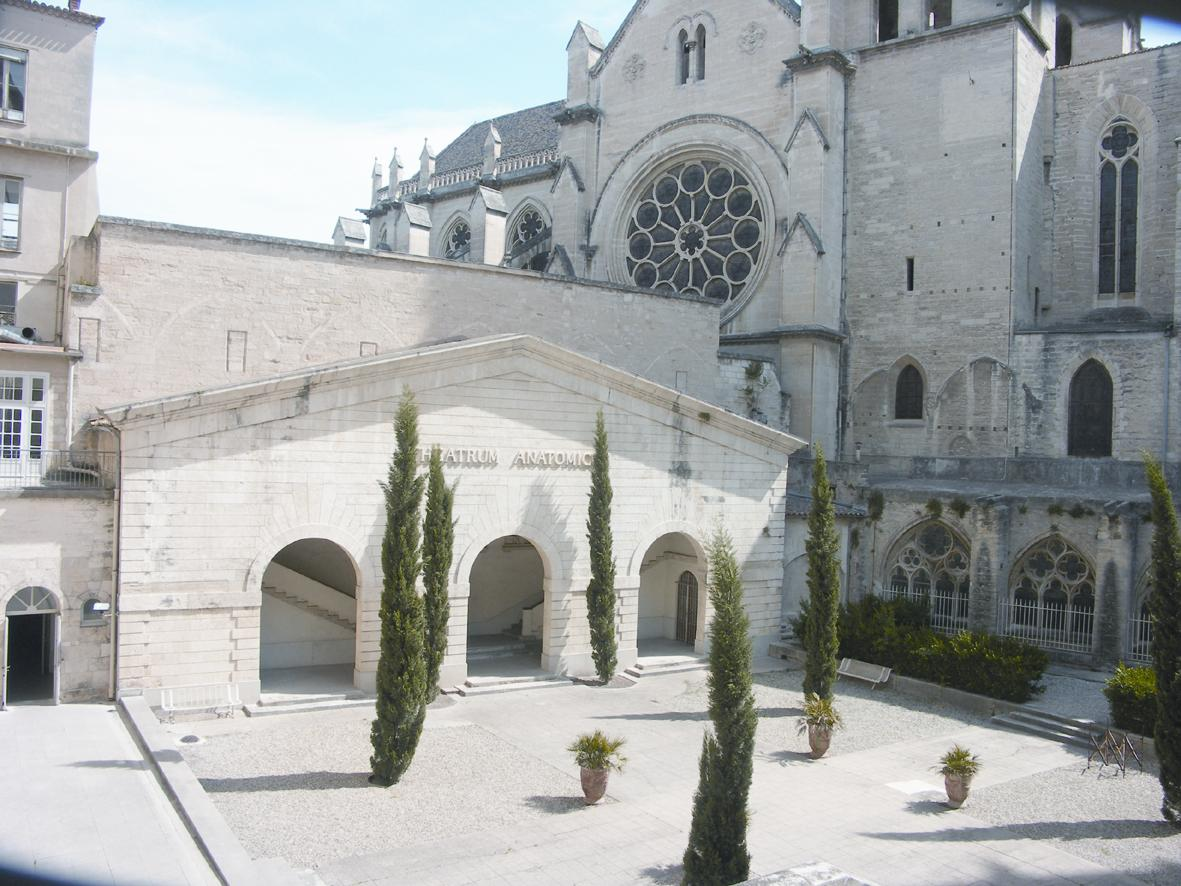
A corte de honra (antigo claustro do monastério São Bento) e o Theatrum Anatomicum.

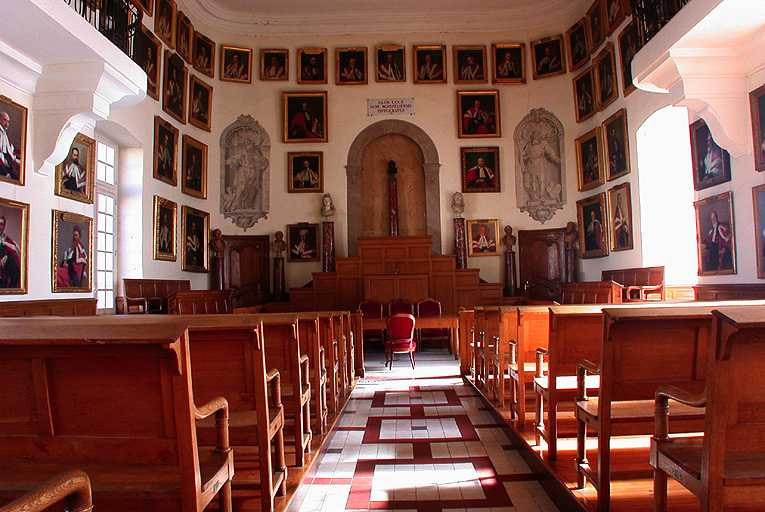
O Salão dos Ofícios da Universidade de Medicina (antiga capela dos bispos), onde eram apresentadas as teses doutorais a mais de 200 anos.

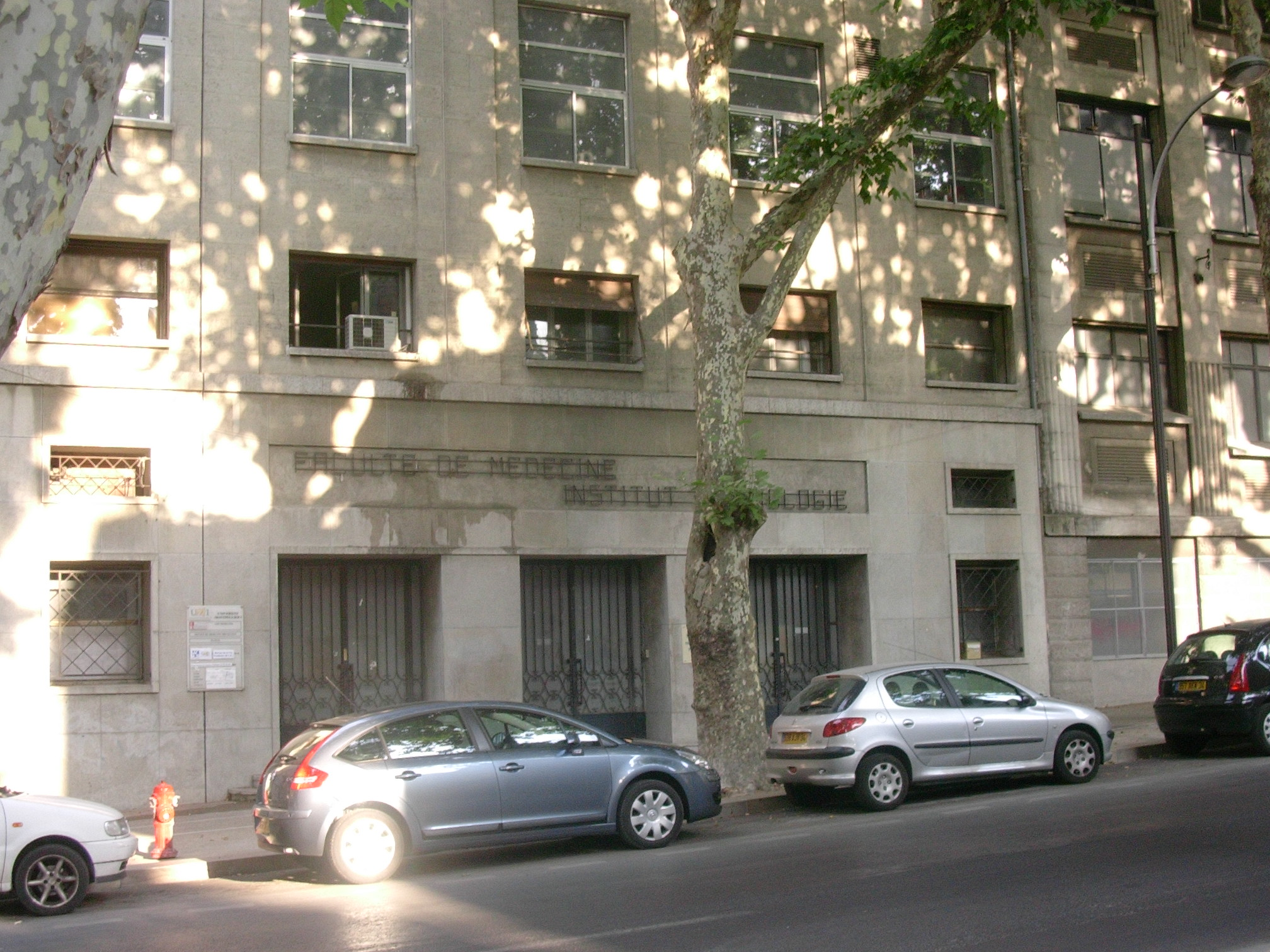
O Instituto de Biologia na alameda Henri-IV.

A Escola de medicina goza de um grande prestígio e da fama de ter herdado o saber dos árabes e dos judeus, e acolhe estudantes de toda a Europa.

## Influência árabe e judaica
Já, desde muito, o mundo Árabe contava com um grande arcabouço de aprendizado e praticidade nas ciências médicas, com grandes médicos como Avicena, Ibn Nafis e Rhazes. O que primeiro se conhece da excelência médica, ficou a cargo da Academia de Gundishapur, e foi lá onde, pela primeira vez, a medicina foi ensinada em um hospital. Rhazes, por exemplo é tido como o médico que, em primeiro, usou o álcool em prática clínica. E já desde o século XI, no mundo árabe existia a prática hospitalar sistemática. Mas foi graças a tradutores como Gerardo de Cremona a partir dos textos árabes de Toledo e Córdoba, Constantino, o Africano que serviu-se da bibloteca beneditina do Monte Cassino e Burgundio de Pisa em suas voltas pelas bibliotecas de Constantinola brindava a aos doutores de Salerno com textos inéditos, tudo isto lá pelos arredores do século XII, é que definitivamente o mundo ocidental pode colher de um aprendizado mais fidedigno.
Ishaq ibn Ali al-Ruhāwī (em árabe : إسحاق بن علي الرهاوي) Médico do século IX foi o autor do primeiro livro sobre a ética na medicina. No seu ("Ética Prática do Médico" ou "Medical Prático Deontologia"), Al-Ruhawi considera os médicos como "guardiões das almas e dos corpos". O trabalho foi baseado em Hipócrates e Galeno e consistiu-se de vinte capítulos sobre vários temas relacionados à ética médica.
Avicena ou Ibn Sina, um discípulo de Qumri, cujos escritos, cerca de 40 tratados (do total de 450 escritos, sendo 240 perdidos aproximadamente), versam sobre a medicina.  Seus trabalhos mais famosos são O Livro da Cura  e o Canon de Medicina , cujo conteúdo médico era padrão em muitas universidades medievais, incluindo Montpellier e Lovaina, pelos idos de 1650. Ibn Sina, em seu 'Canon de Medicina' oferecia um sistema completo de medicamento de acordo com os princípios de Galeno e Hipócrates .
Averróis escreveu uma enciclopédia médica chamada Kulliyat (Generalidades, ou seja, medicina geral), conhecido em sua tradução latina como Colliget. Ele também fez uma compilação das obras de Galeno, e escreveu um comentário sobre o Cânon de Medicina (Qanun fi 't-Tibb) de Avicena (Ibn Sina) (980-1037).
Abu al-Qasim Khalaf ibn al-Abbas Al-Zahrawi (936-1013), (em árabe : أبو القاسم بن خلف بن العباس الزهراوي), também conhecido no Ocidente como Abulcasis, foi um médico árabe da andaluzia. Ele é considerado o maior cirurgião medieval, do mundo islâmico, e é descrito por alguns como o pai da cirurgia moderna, enquanto que Avicena é considerado o Pai da Medicina. A abrangência de seus textos médicos, islâmicos ou europeus é que guiarão os procedimentos cirúrgicos até o Renascimento. Sua maior contribuição para a história é o Kitab al-Tasrif, uma enciclopédia de trinta volumes das práticas médicas.
Abu al-Qasim especializou-se na cura da doença por cauterização. Ele inventou vários dispositivos utilizados durante a cirurgia, para fins de inspeção do interior da uretra, aplicação e remoção de corpos estranhos da garganta, a inspeção da orelha, etc. Ele também é creditado como o primeiro a descrever a gravidez ectópica, isso no ano de 963 e listam-se mais de 300 instrumentos cirúrgicos criados por ele.
O mestre de Montpellier e cirurgião Guy de Chauliac cita a Abulcasis por mais de 200 vezes, Pietro Argallata (d. 1453) descreveu Abulcasis como "sem dúvida, o chefe de todos cirurgiões". A influência Abulcasis continuou por pelo menos cinco séculos, estendendo-se até o Renascimento, evidenciada pela referência frequente que dele faz o cirurgião francês, outro grande mestre de Montpellier (e aluno de Rondelet), Jacques Delechamps (1513-1588).
Maimónides (1135–1204) que além de descrever clínica e detalhadamente a depressão, fez ainda inúmeras recomendações quanto aos aspetos de higiene para o equilíbrio da saúde mental. Sendo assim (talvez) um dos precursores da neurologia.
Jacob ben Maquir ibn Tibbon, Um judeu de Marselha e neto de Samuel ben Judah ibn Tibbon, renomado médico e astrônomo. Tradutor de várias obras de grande importância e cujas traduções para o latim, receberam as citações de Copérnico, Reinhold, e Clavius. De seus trabalhos na medicina e, segundo Jean Astruc (de 'insigne importância"), está o de ser regente da Faculdade de Medicina de Montpellier até sua morte (1304).)

## Obras como tradutor
o Elementos de Euclides, dividido em quinze capítulos; o tratado de Qusta ibn Luqa sobre a esfera armilar, em 65 capítulos; Sefer ha-Mattanot, os dados de Euclides; um tratado de Autolycus na esfera em movimento; três tratados na esfera de Menelau de Alexandria; Al Ma'amar bi-Tekunah, ou Sefer 'Tekunah, em 44 capítulos; um tratado sobre o uso do astrolábio; compêndio do Almagesto de Ptolomeu; Iggeret ha-Ma'aseh ser Luaḥ-ha-Nikra Sofiḥah; prefácio de Abraham bar Hiyya O trabalho astronômico; um extrato do Almagesto no arco de um círculo; "Ḳiẓẓur mi-Kol Meleket Higgayon", Averróis  compêndio "da Organon (Riva di Trento, 1559); "Paráfrase de livros xi-xix de Averróis Aristóteles 's história dos animais; Mozene ha-'Iyyunim, de Algazali.
Conjuntamente, a partir de 1350, instalou-se na cidade a Escola de Teologia. Ela surgiu através das palestras do dominicano Bernardo de la Treillee e de dois franciscanos Santo António de Lisboa e Raimundo Lúlio, discípulo de Arnaldo de Vilanova, profundamente ligado à Faculdades de Medicina. Por uma Bula de 17 de dezembro de 1421, o Papa Martinho V concedeu à instituição canônica para esta faculdade e uniu-a à Faculdade de Direito.

## Renascimento
Do Renascimento até o final do Antigo Regime, o ensinamento foi marcado pela perda progressiva da tutela do clérigo em favor do Estado com uma faculdade que adquiriu seus próprios locais, o Collège royal de Médecine, Colégio real da Medicina em 1450 com novas normas, recolhidas no decreto real de Luís XII em 29 de agosto de 1498.
A chegada dos protestantes à cabeça da cidade em 1562 acompanhou a destruição completa da torre Sainte-Eulalie, sede da l'Université dê droits, que desapareceu temporariamente. Em seu reinado, (Henrique IV deixou em Montepellier o sentimento de um renascimento universitário. A Escola de medicina foi dotada de um Jardin dé levantes, Jardim botânico. Construído por obra de Pierre Richer de Belleval, em cumprimento à vontade do rei. Primeiro Jardim Real da França, anterior ao de Paris, constitui ainda hoje em dia uma das maiores riquezas de Montpellier.
O renome da medicina de Montpellier foi naquela época muito importante. Entre os professores, ilustres sábios ocuparam os claustros. Guy de Chauliac e Arnaldo de Vilanova foram precursores, Michel de Notre Dame, conhecido como Nostradamus, Rabelais e Guillaume Rondelet, foram alunos destacados. Todos eles se preocuparam com a botânica.
A Faculdade de Medicina de Montpellier  destoava da Faculdade de Medicina de Paris em algumas questões como por exemplo a utilização da iatroquímica, segundo a qual (e este foi o motivo do seu surgimento) era possível a transformação de quaisquer metais em ouro, ou seja, a alquimia, cujo princípio era “a transmutação de chumbo em ouro”. Ocorre que ao longo desta busca, embora não encontrando a meta desejada, novas substâncias químicas foram descobertas, possibilitando novas experimentações terapêuticas e medicamentosas e este era o princípio da iatroquímica. E foi exatamente um dos mais preclaros estudantes de Montpellier Arnaldo de Vilanova quem estudou a terebentina, cujo nome de origem era óleum mirabile, estudou também a essência de rosmarinho, os ácidos clorídrico,  sulfúrico e azótieo e coube a um de seus discípulos, Raimundo Lúlio, o preparo do bicarbonato de potássio e a descoberta do ácido azótico e os calomelanos. Outro estudante de Montpellier, Jean Rey, fez descobertas quanto à calcinação do chumbo e do estanho. Esta tese foi depois confirmada por Lavoisier e, foi graças a ela que se tornou possível a invenção do barômetro por Torricelli em 1643. Ele também desenvolveu um dispositivo chamado "termoscópio", um precursor do termômetro.
A Faculdade de Paris, ainda Galenista, adotada o método da iatromecânica e mostrava-se resistente a outros princípios, enquanto que a Faculdade de Medicina de Montpellier  utilizava os da iatroquímica. O desfecho deu-se afinal quando o rei da França, foi curado após a ingestão medicamentosa de vinho com antimônio, descoberto por Basílio Valentim e proclamou a excelência deste último como medicamento.

## Contribuição de Rondelet
Rondelet era um professor popular e eficaz e um excelente conferencista. Ele foi eleito chanceler da Universidade de Montpellier em 1556. Entre seus alunos estavam Charles de l'Écluse (Carolus Clusius), Matthias de l'Obel (Lobelius), Pierre Pena e Jacques Daleschamps. Rondelet também ensinou Jean Bauhin e Felix Platter, o último a chegar em Montpellier com apenas 15 anos, depois de andar um pônei atravessando toda a cidade de Basileia, na Suíça. Sob a chancelaria de Rondelet, a universidade atraiu estudantes de toda a França, no estrangeiro e recebeu patrocínio da coroa francesa. Foi ele quem persuadiu o rei Henrique II  a  financiar a construção de um teatro anatomia em Montpellier.
No entanto, a universidade sofreu os efeitos da crescente divisão da França entre católicos e protestantes que eclodiu nas Guerras Religiosas Francesas, em 1562. Exemplo disso foi o caso de Jean Bauhin, célebre pelas viagens ao longo da Suíça que fez ao lado de Conrad Gessner. Bauhin era filho de um médico, que foi obrigado a abandonar a França por ter adotado a religião protestante. Acompanhando o pai, estudou botânica na Universidade de Tübingen sob orientação de  Leonhart Fuchs  e em Zurique sob a tutela de  Conrad Gessner. Bauhin frequentou os cursos de Ulisse Aldrovandi em Bolonha, onde o enfrentamento religioso não era considerável e só depois é que pode frequentar os cursos de Guillaume Rondelet em Montpellier, o que foi de sobremaneira importante em sua carreita posto que após isto ele vai para Lião ao encontreo de Jacques Daléchamps a quem ajuda em suas pesquisas botânicas mas, para escapar novamente das das perseguições religiosas tem que voltar novamente para a Suíça.
Por outro lado, muitos estudantes vieram de áreas protestantes da França (da casa de Languedoc), para tomarem o estudo em Montpellier, refletindo as simpatias que Rondelet tinha para com esta ramificação religiosad. Eles tinham sido incapazes de estudar em outro lugar na França, onde os católicos controlavam as universidades. Rondelet deixou-se influenciar pelas disputas religiosas, somente quando seu amigo, o Bispo Pellicier foi preso. Rondelet foi incitado a fazer um protesto público quando da queima de seus livros de teologia. Embora não esteja claro se Rondelet tenha sido um protestante à epoca, parece que, ou ele converteu-se no final de sua vida ou tenha sempre sido um simpatizante pelas ideais protestantes.
E foi outro renomado aluno de Rondelet, Laurent Joubert, quem escreveu numerosos textos médicos tanto em latim quanto em francês. Vários destes foram publicados pouco após sua morte, e outros continuaram a ser publicadas depois que ele morreu. O seu último trabalho foi publicado em 1603. A edição de Magnum Chirurgie, obra do século XIV, do cirurgião Guy de Chauliac, traduzida por ele para o francês do original em latim, tornou-se o trabalho mais acessível aos cirurgiões contemporâneos.

## Período revolucionário e Império
Durante o período revolucionário, por um decreto de 15 de setembro de 1793, a Convenção Nacional terminou com seis séculos de ensino, dissolveu as universidades e fechou as escolas. Apesar de sua fama internacional, a Universidade de medicina e a Academia de cirurgia (criada em 1741) foram enclausuradas.
E foi somente depois de um ano deste funesto decreto, o 4 de dezembro de 1794 (14 de frimario do ano III), a Convenção Nacional decretou a fundação de três Escolas de Saúde (Montpellier, Paris e Estrasburgo) para o ensino médico e cirúrgico.
Em 1795, a Faculdade deixou seus antigos locais pelos atuais, o monastère Saint Benoît, Monastério de São Bento, antigo bispado junto à catedral de Saint-Pierre, São Pedro. Jean-Antoine Chaptal mandou construir em seu interior um teatro de anatomia, onde se reuniam os alunos para os estudos de medicina e cirurgia.
O período 1794-1803 foi uma etapa fértil de reforma e de ensino de ideias científicas novas. O decreto de 11 de março de 1803 (19 de ventoso do ano XI) submeteu o exercício da medicina à obtenção de um doutorado. A Faculdade de Medicina da era moderna encontrou então um marco institucional fixo e pôde desenvolver-se sem crise maiores. A contribuição recíproca entre ensino e prática hospitalar não fez mais que manter-se. A partir de 1804, a Faculdade de Medicina conseguiu, graças a seu bibliotecário Victor-Gabriel Prunelle, uma biblioteca prestigiosa.
Foi também em Montpellier que a teoria biológica do vitalismo, elaborado por Barthez (1734–1806), teve a sua origem.

## Século XIX
O século XIX viu a construção de um pavilhão adicional com o passar da alameda Henri IV (1851), que acolheu o conservatório de anatomia (hoje em dia museu de Anatomia) assim como um pavilhão de anatomia (restam hoje apenas as ruínas).
Em 1890, estabeleceu-se a construção de um anexo chamado Institut de Biologie, Instituto de Biologia, que foi ampliado posteriormente. A Faculdade de Medicina de Montpellier incorporou-se, aplicando a lei de 10 de julho de 1896, a l'Université do Montpellier, Universidade de Montpellier.

## Século XX
Foi no século XX quando se ampliou o Institut de Biologie, Instituto de Biologia (1937 e 1960).
Em 1957, construiu-se o edifício que acolhe os laboratórios de anatomia, justo ao lado do edifício histórico com o passar da alameda Henri IV.
Este edifício acolhe ainda hoje em dia os corpos humanos destinados às classes de anatomia e o serviço de doações do corpo do CHU (Centre hospitalier universitaire, hospital universitário).
Em 1969, a Faculdade de Medicina desapareceu. Foi integrada a l'Université Montpellier 1 conforme à lei de 12 de novembro de 1968 e se converteu na UER Médecine, e mais tarde em 1984 no UFR (Unité de formation et de recherche, Unidade de formação e investigação)

## Biblioteca da Faculdade de Medicina
A Biblioteca Universitária de Medicina, Bibliothèque Universitaire de Médecine, conserva coleções patrimoniais que superam o âmbito médico, a sua vez bem representado.
Esta situação tem sua origem no período pós-revolucionário, quando Victor-Gabriel Prunelle, médico e bibliotecário por encargo de Jean-Antoine Chaptal, foi percorrer os « depósitos literários » para constituir, virtualmente a partir do zero, uma biblioteca digna da prestigiosa Escola de Medicina de Montpellier. Com uma erudição e uma devoção destacáveis, pôs em pé um fundo enciclopédico cuja riqueza e coerência são dignas de admiração.

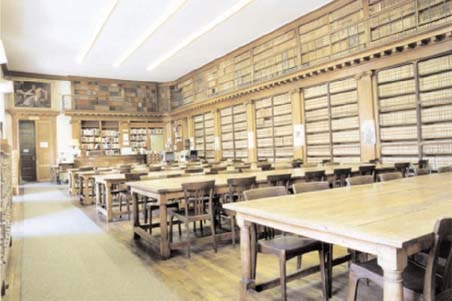
A sala de leitura histórica da B.U. Médecine.

Os 900 volumes de manuscritos, cujos dois terços são medievais (e 59 do período carolíngio), alguns ricamente ilustrados, e os 100.000 volumes impressos antes do século XIX - sem contar 300 incunables — foram em efeito reunidos por Prunelle. Mais adiante a coleção foi completada por outras doações como as de Paul Joseph Barthez (5000 obras principalmente de âmbito científico).
Os recursos de manuscritos constituem o tesouro e a grande originalidade da biblioteca: é absolutamente excepcional encontrar tal conjunto de textos de todos os domínios no seio de uma universidade. trata-se, certamente, de uma das bibliotecas universitárias mais ricas da França.
Dentre os vários e inúmeros volumes encontra-se o Traité d'accouchement (Tratado do parto), escrito em 1874, escrito por Vicente Cândido Figueiredo, o barão e visconde de Sabóia. Trata-se de um dos maiores livros médicos sobre o parto, adotado pelas escolas de medicina de Montpellier, na França, e Liège, na Bélgica.
Nos dias de hoje, a biblioteca universitária conserva, igualmente, em 9 quilômetros lineares de estantes todas as coleções médicas (obras, teses e periódicos) até os anos 1990. Da abertura em 1993 da biblioteca de l'Unité pédagogique médicale À proximité dê hôpitaux, Unidade pedagógica médica em proximidade a hospitais, as aquisições correntes se centram nos estudantes de primeiro ciclo, que são acolhidos na sala de leitura histórica. Outra sala está reservada a investigadores para a consulta de recursos patrimoniais.
A Biblioteca de Medicina está administrada pelo Serviço Comum Inter-Universitário de Montpellier, Service Commun Inter-Universitaire do Montpellier. Está-se realizando um importante trabalho de digitalização de documentos antigos em formato CD-ROM e microfilmes.

## Personagens ilustres
Entre os célebres sábios diplomados em medicina na Montpellier, podemos citar: Nostradamus, François Rabelais, Paul Joseph Barthez, François Lapeyronie, Pierre Borel, Pierre Magnol, Guy de Chauliac, Guillaume Rondelet, Guillaume Nissole (Seu pai, Jean Nissole, era detentor da cadeira de anatomia da faculdade de medicina de Montpellier, e seu irmão Pierre Nissole (1656-1726) era também médico), Georges Daumezon, Armand Sabatier, Guilherme de Grimoard, Axel Munthe, Bernard de Jussieu, Benoît Jules Mure (discípulo do médico homeopata Samuel Hahnemann), Guy Crescent Fagon (aluno particular de Pierre Magnol), François-Alphonse Forel, Antoine de Jussieu, Jacques-Julien Houtou de La Billardière, Hans Sloane (que sucederia a Isaac Newton como Presidente da Royal Society, Francisco Sanches, Rainier III de Mônaco, Manuel Arruda Câmara, Pedro Hispano, Carolus Clusius, Enver Hoxha, O casal Anna Ryss e Samuel Jankélévitch (que foi um dos primeiros tradutores de Sigmund Freud para o francês, e também traduziu obras de Hegel, Schelling, Croce e Berdyayev), Correia Picanço, Jean Rey, Laurent Joubert, Joseph Frédéric Bérard (cujo trabalho, tornou-se indispensável para uma compreensão adequada dos princípios da escola vitalistas), Pierre Richer de Belleval, Antoine Gouan, Jean Pierre Flourens, Giorgio Biandrata, Gaspard Bauhin, Alexis Littré, Jean-Baptiste Noulet, Abraham Abigdor, Matthias de l'Obel, Louis Figuier, Clot Antoine, Théodore de Mayerne, John Higgins de Montoge, Théophraste Renaudot, Matthias de Lobel, Raymond Vieussens, Pavel Kravař, François du Petit Pourfour, Johann Conrad Peyer (que anteriormente havia estudado medicina em Paris sob Joseph Guichard Duverney (1648-1730), em Montpellier sob Raymond Vieussens (1635–1713) e recebeu seu diploma em medicina em 1681 em Basileia), John Sibthorp, Antoine Portal, François Boissier de Sauvages de Lacroix, Jacob Spon, Pierre Magnol, Carolus Clusius (aluno de Guillaume Rondelet), Nicolau de Montpellier, William Webster Fisher, Hillel ben Samuel, Pierre Petit (scholar), Petrus Lotichius Secundus, Andrew Boorde, Etienne Fallot, Eugene Jamot, Joseph Grasset, Samuel Weiss, Jean Astruc.
De entre os professores célebres podem citar: Antoine Louis Dugès, Jacques Philippe Raymond Draparnaud, Augustin Pyrame de Candolle, Jacques Mathieu Delpech, Arnaldo de Vilanova, François Chicoyneau, Jules Émile Planchon, Jacques Philippe Raymond Draparnaud (professo de medicina e Patologia), Pierre Marie Auguste Broussonet...